# オリックス不動産投資法人
オリックス不動産投資法人（オリックスふどうさんとうしほうじん、略称：OJR）は、東京都港区に本部を置く投資法人。東証上場のJ-REIT。

## 概要
オリックスがメインスポンサーの総合型のJ-REITである。資産運用会社は、オリックス100%出資の「オリックス・アセットマネジメント株式会社」である。
2002年6月12日に国内初の総合型リートとして上場した。

## 沿革
- 2001年（平成13年）9月10日 - 本投資法人設立
- 2002年（平成14年）6月12日 - 東証に上場

## ポートフォリオ
保有物件数は116物件、取得価格合計は7,226億円である（2024年6月30日時点）。総合型リートであり、オフィス、商業施設、住宅、物流施設、ホテル等が組み入れられている。 
主な所有物件
- クロスゲート (商業施設) - 2002年1月取得
- aune (商業施設) - 複数保有
- ウエストパークタワー池袋 - 2014年4月取得
- アークヒルズサウスタワー（共有持分25%） - 2015年10月取得
- 浜松アクトタワー（アクトシティ浜松）[4] - 2016年4月取得
- ホテル ユニバーサル ポート - 2018年4月取得
- FJプライベートリート投資法人の投資口[5][6] - 2023年3月取得

過去に保有していた物件
- The Kitahama Plaza - 持分の80％を2013年（平成25年）4月1日に39億円で取得[7]、残りの持分20%を2014年（平成26年）3月20日に9億7,500万円で取得[8][9]。2016年1月29日に持分100%を野村不動産プライベート投資法人へ57億10百万円で売却[10][11]。
- ホテル日航姫路 - 2016年9月30日取得[12][13]、2023年8月31日売却[14]